# Distrito de Jashpur
Jashpur (en Hindi: जशपुर जिला) es un distrito de la India en el estado de Chhattisgarh. Código ISO: IN.CT.JA.
Comprende una superficie de 5825 km².
El centro administrativo es la ciudad de Jashpur.

## Demografía
Según censo 2011 contaba con una población total de 852043 habitantes, de los cuales 426 958 eran mujeres y 425 085 varones.